# 塔拉巴尼 (舊別利斯克區)
49°20′20″N 39°15′48″E / 49.33889°N 39.26333°E
塔拉巴尼（烏克蘭語：Тарабани）是位於烏克蘭東部的村莊，由盧甘斯克州舊比利斯克區的奇米里夫卡市鎮負責管轄。該村始建於1963年，面積0.66平方公里，海拔高度171米，2001年人口124，人口密度每平方公里187.9人。